# Endiandra forbesii
Endiandra forbesii är en lagerväxtart som beskrevs av James Sykes Gamble. Endiandra forbesii ingår i släktet Endiandra och familjen lagerväxter. Inga underarter finns listade i Catalogue of Life.